# Hạ Hầu Lan
Hạ Hầu Lan (giản thể: 夏侯兰; phồn thể: 夏侯蘭; bính âm: Xiahou Lan) là tướng lĩnh dưới trướng quân phiệt Tào Tháo và Lưu Bị cuối thời Đông Hán trong lịch sử Trung Quốc.

## Cuộc đời
Hạ Hầu Lan quê ở huyện Chân Định, quận Thường Sơn thuộc Ký Châu, am hiểu pháp luật, là đồng hương của danh tướng Triệu Vân. Không rõ hành trạng ban đầu của Hạ Hầu Lan, chỉ biết về sau Lan làm tướng dưới trướng Tào Tháo.
Năm 202, Lưu Bị dẫn quân tấn công Hứa Đô, đánh bại quân Tào do Hạ Hầu Đôn chỉ huy ở Bác Vọng. Hạ Hầu Lan bị bắt làm tù binh trong trận này. Triệu Vân thấy Lan là đồng hương, quen biết từ nhỏ, liền hướng Lưu Bị xin đặc xá, càng vì Lan hiểu luật mà đề cử làm Quân chính.
Lưu Bị chấp thuận đề nghị của Triệu Vân, nhưng Vân vì e ngại mà không qua lại với Hạ Hầu Lan nữa. Về sau không còn ghi chép.

## Trong văn hóa
Trong tiểu thuyết Tam quốc diễn nghĩa, Hạ Hầu Lan xuất hiện ở hồi 39, làm phó tướng của Hạ Hầu Đôn. Khoảng 207–208, Tào Tháo xua quân đánh Kinh Châu, lấy Hạ Hầu Đôn làm đô đốc, Vu Cấm, Lý Điển, Hạ Hầu Lan, Hàn Hạo làm phó tướng, lĩnh mười vạn quân vượt qua Bác Vọng để đánh Tân Dã. Lưu Bị nghe theo kế sách của Gia Cát Lượng, cho Quan Vũ, Trương Phi, Quan Bình, Lưu Phong mai phục ở xung quanh núi Bác Vọng, nhằm phục kích quân lương. Quân Tào trúng kế, Lý Điển, Vu Cấm bỏ chạy. Hạ Hầu Lan cùng Hàn Hạo đang cứu hỏa thì gặp Trương Phi tập kích. Hàn Hạo trốn thoát được còn Hạ Hầu Lan bị Trương Phi đâm chết.